# История (Херодот)
„История“ (на старогръцки: Ἱστορίαι, или „Музите“) – книга на гръцкия историк Херодот, първото напълно запазено историческо и въобще прозаично произведение на европейската литература.

## Обща характеристика
Съчинението на Херодот не е само историческо повествование в съвременния смисъл на думата, а по-комплексно произведение. Написано през 440 пр.н.е. на йонийски диалект, Историята описва древни традиции, политика, география и сблъсъци между различни култури, обитаващи известния тогава свят – Западна Азия, Северна Африка и Гърция. Въпреки че основният сюжет в нея е историята на гръко-персийските войни (втората половина представлява последователен исторически разказ за тези войни, който завършва с новината за превземането на Сестос от елините през 479 г. пр. Хр.), авторът успоредно с това създава истинска енциклопедия, съдържаща географски, етнографски, естествено-исторически и литературни сведения. Първата половина съдържа разкази за издигането на Персийската империя, за Вавилония, Асирия, Древен Египет, Скития, Либия и т.н.
Единството на изложението се постига в известна степен и с това, че от първите думи и до края историкът се опитва да проследи борбата между варвари и елини:
| „ | Херодот от Халикарнас излага тук своите издирвания, за да не изчезне с времето споменът за извършеното от хората и за да не отмине славата на великите и възхитителни дела на елините и на варварите; но освен това и за друго – за да разкаже за причината, поради която елините и варварите воювали помежду си | “ |

Трудът се състои от девет книги, като това разделяне е направено в Александрия през елинистичната епоха – около два века след написването на оригинала. Александрийските литератори са номерирали отделните части според деветте музи и са оформили текста в параграфи. Първоначално Херодот е писал отделни разкази (логоси), които е чел пред публика.
Този първостепенен по своята важност труд на античната историография е дошъл до нас в множество преписи от X—XV век на гръцки език и е публикуван за първи път (в превод на латински) от Лоренцо Вала в края на XV в., но има по-стари ръкописни преписи от X—XI век (stirps Florentina). Освен това, намерени са папирусни откъси от труда на Херодот, отнасящи се към II—III век.

## Достоверност
Историята получава и критика, още в древността – например от Лукиан от Самосата, Цицерон (On the Laws I.5), Дурис и др. но съвременните историци и философи са настроени общо взето положително. Въпреки спорните моменти, Херодот продължава да е основен, понякога единствен извор за събитията в гръцкия свят, Персия и изобщо за света, когато става дума за двете столетия преди неговото собствено време. Като много автори той понякога изпада в показност, като цели да достави удоволствие на читателя с малко драма и екзотика. Затова има редица пасажи, чиято точност се подлагат на съмнение.

## В България
- Херодот. Исторически новели. С., 1982 (Библиотека за антична литература „Хермес“)
- Херодот. История. Ч. 1 – 2. С., 1986 – 1990.
- Херодот. История.   София, Нов български университет, 2010. ISBN 978-954-535-618-6. с. 668.